# 河野重男
河野 重男（こうの しげお、1926年(大正15年)7月10日 - 2004年(平成16年)6月8日）は、日本の教育社会学者・教育行政学者。お茶の水女子大学名誉教授。
宮崎県出身。東京大学卒。国立教育研究所勤務、1967年お茶の水女子大学教授、87年学長。92年定年退官、名誉教授、東京家政学院大学長。日本教育社会学会会長、中央教育審議会委員、社会教育審議会委員などを務めた。

## 著書
- 『教育経営』第一法規出版、1969、教育学叢書
- 『学校改革の道』明治図書出版、1997、学校新時代叢書

### 共編著
- 『社会教育事典』田代元弥･林部一二･藤原秀夫･吉田昇共編、第一法規出版、1971
- 『学校運営の現代化をめぐる問題事例 こんなときどうするか』原実共編、学陽書房、1973
- 『現代教科教育学大系、教科教育の経営』原実共編著、第一法規出版、1974
- 『現代教科教育学大系、学校と教科外活動』宇留田敬一・真仁田昭共編著、第一法規出版、1974
- 『講座生徒指導と学校経営』宇留田敬一共編、明治図書出版、1974
- 『現代教育講座、現代の学校 学校とは何をするところか』編著、第一法規出版、1975
- 『特別活動の現代化をめぐる問題事例』宇留田敬一共編著、学陽書房、1975
- 『現代アジアの教育課題』新井郁男共編、アジア経済研究所、1976
- 『戦後教育を語る 教育対話 教育社会学30年』清水義弘・新井郁男共著、ぎょうせい、1977
- 『現代教育の構造と課題』新井郁男共編著、ぎょうせい、1978
- 『教育と社会 いかにして人間となるか』編著、旺文社、1979 テレビ大学講座
- 『充実した学校の創造 創造的知性を育てる学校生活』児島邦宏共編著、学習研究社、1980、学研教育選書
- 『教職研修必携』主原正夫・牧昌見共編著、第一法規出版、1981
- 『双書特別活動の実践研究』全11巻、宇留田敬一共編、明治図書出版、1981-82
- 『学校教育辞典』東洋・奥田真丈と共編、教育出版、1988
- 『新教育学大事典』全８巻、細谷俊夫・奥田真丈・今野喜清と共編、第一法規、1990
- 『21世紀への家庭教育』俵谷正樹共編著、全日本社会教育連合会、1982
- 『小学校自己教育力育成の手引』編 明治図書出版、1985
- 『中学校自己教育力育成の手引』編 明治図書出版、1985
- 『小学校自己教育力の育成事例集』編 明治図書出版、1987
- 『中学校自己教育力の育成事例集』編 明治図書出版、1987
- 『新しい幼稚園教育要領とその展開 子どもと共につくる保育実践をめざして』編著、チャイルド本社、1989
- 『生きる力を育てる学校』有園格共編著、教育出版、1989、新時代をひらく学校改善シリーズ
- 『生きる力をはぐくむ 21世紀を生きる子ども』児島邦宏共編著、ぎょうせい、1997、学校変革実践シリーズ
- 『学校パラダイムの転換 新しい学校の時代』児島邦宏共編著、ぎょうせい、1998、学校変革実践シリーズ

### 翻訳
- アメリカ保健教育福祉省教育局編『アメリカの教育』海後宗臣共訳、時事通信社、1956
- I.L.キャンデル『変革期の教育 比較教育学的考察』清水義弘共訳、平凡社、1959
- F.ヒルカー『比較教育学』森隆夫共訳、福村出版、1966
- ニール・グロス 他『学校革新への道 教育イノベーションの普及過程』岩崎三郎・児島邦宏共訳、第一法規出版、1973